# Gaston Salmon
Gaston Salmon, född 5 mars 1878 i Marcinelle, död 30 april 1918 i Veurne, var en belgisk fäktare.
Salmon blev olympisk guldmedaljör i värja vid sommarspelen 1912 i Stockholm.